# Raúl Alberto González
Raúl Alberto González (Venado Tuerto, 9 giugno 1976) è un ex calciatore argentino, di ruolo attaccante.

## Carriera

### Club
González ha iniziato la sua carriera nelle giovanili del Córdoba per poi passare nel Atlético de Rafaela. Nel 1999 è riuscito a segnare sedici gol e la sua squadra ha sfiorato una sorprendente promozione in Prima Divisione. Al termine della stagione, è stato proposto al Brescia, che ha deciso di acquistarlo, per poco più di un miliardo e mezzo di lire.
Nell'estate 2000, ha siglato una doppietta ai danni del Werder, in amichevole. Il 13 agosto, ha effettuato il suo debutto ufficiale, in Coppa Italia contro il Treviso. L'allenatore del Brescia Carlo Mazzone lo schiera titolare nella sfida del 1º ottobre contro l'Udinese. È stato poi schierato titolare ancora nella seconda giornata contro la Juventus. Ha giocato anche ritorno dei quarti di finale di Coppa Italia, contro la Fiorentina, in quella che è stata probabilmente la sua miglior prestazione con il Brescia facendo il suo primo gol in Coppa Italia Si è poi infortunato ed è rimasto lontano dai campi da gioco fino alla primavera 2001. L'argentino si è poi nuovamente infortunato, al ginocchio, ed è tornato a disposizione soltanto a gennaio 2002, quando ha giocato uno spezzone di gara contro la Roma. Pochi giorni dopo, è stato prestato al Crotone, in Serie B.
Ha debuttato con la nuova maglia il 15 gennaio 2002, contro il Como. Il tecnico Giuseppe Materazzi gli ha concesso parecchio spazio in squadra, ma González non è riuscito a trovare la via della rete, complici anche gli infortuni. Gli è poi stata tolta la patente internazionale per non aver fatto il cambio per la patente italiana Il 5 maggio, nella partita contro il Genoa, ha dribblato l'intera difesa rossoblu e ha messo in rete il pallone, ha porta ormai sguarnita. È stata la sua unica marcatura per il Crotone.
Dopo questa esperienza, la Salernitana lo acquista in prestito. Qui, l'argentino ha trovato poco spazio e, nonostante tanta buona volontà, non è mai riuscito ad andare in rete. Dopo l'esonero del tecnico Zdeněk Zeman, il nuovo allenatore Franco Varrella lo fa tornare al Brescia. Viene così prestato al Cosenza di Emiliano Mondonico, ma anche qui González non ha avuto molto spazio e la squadra è retrocessa al termine della stagione.
È così tornato al Brescia, dove è stato impiegato nelle gare di Coppa Italia contro il Palermo segnando nella gara di ritorno persa 3-2.
Nella gara di andata della Coppa Intertoto segna al 90 il gol del definito pareggio contro il Gloria Bistrita. Al terzo turno il Brescia verrà eliminato dal Villarreal. A gennaio, è stato poi ceduto al Martina, dove segna 2 gol in 10 presenze. Al termine del campionato, è tornato in Argentina, al Quilmes. Qui, González ha giocato in campionato, ottenendo una salvezza, e in Coppa Libertadores.
Nella stagione 2005-2006 ha scelto di tornare in Italia, alla Cagliese in Serie D. Metterà a segno 19 reti in 50 apparizioni.
A febbraio 2007, ha dichiarato di essersi stufato di giocare a calcio e ha espresso la volontà di ritirarsi. Invece, pochi mesi dopo, ha firmato per il Darfo Boario, dove è rimasto per un campionato, al termine del quale ha fatto ritorno in Argentina, alla ricerca di un contratto. 
Torna così al Córdoba in Primera B Nacional Serie B Argentina dove ha fatto 1 gol prima di infortunarsi. 
Finita la stagione passa al Club Atletico Arteaga nella Liga Chaniarense del Campionato Dilettante Argentino dove ha messo a segno 10 gol.
Nella stagione 2010-2011 passa al Club Atletico Fuentessono nella Liga Casildense del Campionato Dilettante Argentino dove ha messo a segno 7 gol. 
Nella stagione 2011-2012 è tornato nel suo paese di origine e giocherà nel Club Atletico Blanco y Negro de Alcorta club in cui cominciò la carriera.